# 재생 (1960년 영화)
"재생"은 1960년 공개된 대한민국의 영화이다.

## 배역
- 김진규
- 김지미
- 최무룡
- 양미희
- 전옥
- 김신재
- 황정순
- 김승호
- 최남현
- 허장강